# Мирина (мифология)
Мирина (др.-греч. Μύρινα) — персонаж древнегреческой мифологии, царица ливийских амазонок.
Другие варианты имени: Μυρίννη (у Евстафия Солунского), Μυρίννα (у Ликофрона).

## Ливийские амазонки
Сведения о ливийских амазонках и их предводительнице приводит Диодор Сицилийский в третьей книге «Исторической библиотеки». По-видимому, его источником был писатель II века до н. э. Дионисий Скитобрахион, который свел воедино несколько мифологических сюжетов и дал им эвгемерическое истолкование.
Согласно Диодору, ливийские амазонки жили гораздо раньше малоазийских, совершили великие подвиги, но исчезли за несколько поколений до Троянской войны.
По словам Диодора:

По преданию, амазонки обитали на острове, называемом Геспера, и расположенном на западе, на озере Тритонида. Это озеро, что находится у Океана, окружающего землю, берет своё имя от реки Тритонида, которая в него впадает. Озеро Тритонида находится в соседстве с Эфиопией у подножия самой высокой горы этой страны, которую греки называют Атласом и которая соприкасается с океаном.— Диодор. III. 53, 4.
Общество амазонок было полной противоположностью патриархальному: мужчины вели домашнее хозяйство и растили детей, а женщины руководили государством и воевали. Помимо амазонок, в Африке было еще несколько воинственных женских рас, из числа которых Диодор называет горгон.

## Завоевания Мирины
Покорив весь остров Гесперу, кроме священного города Мене, где обитали эфиопы-ихтиофаги, и рядом с которым находился действующий вулкан, амазонки продолжили завоевания на побережье Тритониды, после чего основали на покоренных землях город Херронес.

### Войны с атлантами и горгонами
Использовав его как базу для новых завоеваний, амазонки во главе с царицей Мириной собрали армию в 30 тыс. конницы и 3 тыс. пехоты, и напали на земли атлантов, разгромили этот народ в сражении, захватили один из их городов, Керне, где перебили всех взрослых мужчин, а женщин и детей увели в рабство. После этого остальные города атлантов признали власть Мирины, а она на месте разрушенного Керне основала новый город, которому дала своё имя.
Затем по просьбе атлантов она начала войну с горгонами, совершавшими набеги на их земли, победила их в большом сражении и взяла три тысячи пленниц. Их плохо охраняли и пленные горгоны напали на потерявших бдительность амазонок, многих убили, но и сами были истреблены полностью.

### Восточный поход
Воздвигнув для погибших три больших кургана, Мирина двинулась на восток, подчинила большую часть Ливии и заключила соглашение о дружбе с Гором, сыном Исиды, что правил в то время Египтом.
Оттуда она двинулась против арабов и перебила большое их число, затем подчинила Сирию. Киликийцы выслали ей навстречу дары и обещали повиноваться, поэтому она сохранила им свободу, и с тех пор они стали называться элефтерокиликийцами.
Победив народы, обитавшие в горах Тавра, и замечательные своей силой, она вступила в Великую Фригию, расположенную у моря, и, пройдя со своими войсками по приморским странам, закончила поход на берегу реки Каик. Выбрав наиболее подходящие места в завоеванных странах, она основала там города, один из которых носил её имя, нескольким городам на побережье были даны имена военачальниц: Кима, Питана и Приена, другие располагались в глубине страны.
Было покорено несколько островов, в том числе Лесбос, где царица основала Митилену, названную в честь сестры, и Самофракия, где по обету, данному Мириной во время кораблекрушения, было основано святилище Матери богов.

## Поражение и гибель амазонок
Через некоторое время царь Мопс Фракийский, изгнанный из своей страны Ликургом, и Сипил, также изгнанный из соседней Скифии, объединили свои силы и разгромили амазонок в большом сражении, убив Мирину и многих её спутниц. Фракийские завоевания продолжались многие годы, они победили амазонок еще несколько раз, после чего те вернулись обратно в Ливию.
На этом, по преданию, закончился поход амазонок; горгоны позднее восстановили свою численность, но в правление царицы Медузы были побеждены Персеем, сыном Зевса. Наконец, когда Геракл во время своего западного похода воздвиг колонны у входа в Океан, он не смог стерпеть, что после всех благодеяний, оказанных им человечеству, где-то остаются народы, которыми управляют женщины, и перебил всех горгон и амазонок, а озеро Тритонида и окрестные земли были уничтожены землетрясением и поглощены морем.

## Мнения исследователей
В этом рассказе перемешаны разные предания, вероятно, дополненные фантазиями Дионисия, и истолкованные в духе эвгемеризма. Позднейшие авторы лишь пересказывали сведения Диодора.
Большинство исследователей отказывается рассматривать рассказ Диодора как источник исторической информации. Стефан Гзель, в частности, высказывает удивление тем, что некоторые пытаются найти рациональное зерно в сообщении, восходящем к «плоскому роману» эллинистического писателя.
Тем, не менее, не все специалисты столь категоричны, и, как и в случае с азиатскими амазонками, находят в рассказах античных авторов некоторую фактическую основу.
Обыкновенно амазонский миф рассматривается как продукт мужской фантазии, специфичный для античного патриархального общества (исходя из принципа бинарной оппозиции «мужского» и «женского»). Однако, весьма вероятно, что толчком для формирования подобной мифологемы могли стать контакты с племенами, у которых женщины занимали достаточно высокое общественное положение и участвовали в войне наравне с мужчинами. В Азии такими племенами были саки, массагеты и сарматы, а в Африке ливийцы (участие ливийских женщин в войне различные авторы фиксируют со времен борьбы фараона Мернептаха с «народами моря» до эпохи арабского завоевания (Кахина).
Свободное сексуальное поведение, бывшее второй, после владения оружием, отличительной чертой амазонок, также коррелируется с древними, а частью и дожившими до нашего времени сексуальными практиками у берберских племен.
Утверждение о том, что амазонки носили доспехи из змеиной кожи, подтверждается Страбоном, сообщающим подобные сведения о некоторых берберских племенах.
При этом, поскольку в реальности племен, состоящих из одних женщин, быть не могло, греческие авторы, по мере расширения своих географических представлений, помещают царство амазонок во все более отдаленные области, находящиеся на границе известного им обитаемого мира. Если вначале амазонки находились в Малой Азии на реке Термодонт, то позднее их перемещают в район Танаиса, за которым начинаются земли гипербореев и страна мертвых. Ливийские амазонки также локализованы на крайнем западе, у подножия Атласа, за столпами Геракла у самого «моря мрака».

## Мифическая география
Географические детали взяты Диодором или его источником из перипла Ганнона и «Истории» Геродота, но основательно перепутаны. Город Керне, по-видимому, возник на основе острова Керна из перипла Ганнона, и Кирены, остров Геспера соотносится с упомянутым там же Гесперийским (Западным) Рогом (то ли Зеленый мыс, то ли устье реки Сенегал), рядом с которым, по словам Плиния Старшего, пересказывающего Юбу II, и Помпония Мелы, находятся острова Горгады, некогда населенные Горгонами.
Озеро Тритониду, которое, как чаще всего считают, находилось в районе Шотт-эль-Джерида или Сирта, Диодор помещает на крайний запад Африки. Город Мене, как полагают, это Менинга (Меник) на острове лотофагов (Джерба), а вулкан, очевидно, восходит к упомянутой в перипле Ганнона Колеснице богов (гора Камерун?)

## Мирина у Гомера
Впервые Мирина упоминается в «Илиаде»:
Из текста Гомера не совсем понятно, о ком идет речь, но на основании эпитета «быстроногая» считается, что она была амазонкой, и в тексте имеется в виду быстрота её колесницы.
Позднейшие комментаторы объединили оба гомеровских названия, и таким образом Батиея-Мирина стала дочерью Тевкра и женой Дардана.
На монетах эолийской Мирины чеканилась голова этой амазонки в венце и с надписью ΜΙΡΕΙΝΑ.

## Память
Фигурирует в «Этаже наследия» — списке из 999 имён мифических и исторических выдающихся женщин в западной цивилизации.

## Комментарии
1. ↑  «Мене» (Μήνη) — исконное греческое название Луны, родственное немецкому Mond, или английскому Moon. Амазонки были жрицами лунного культа (Treidler, Sp. 1096)